# سباق القوارب الجماعية 2018

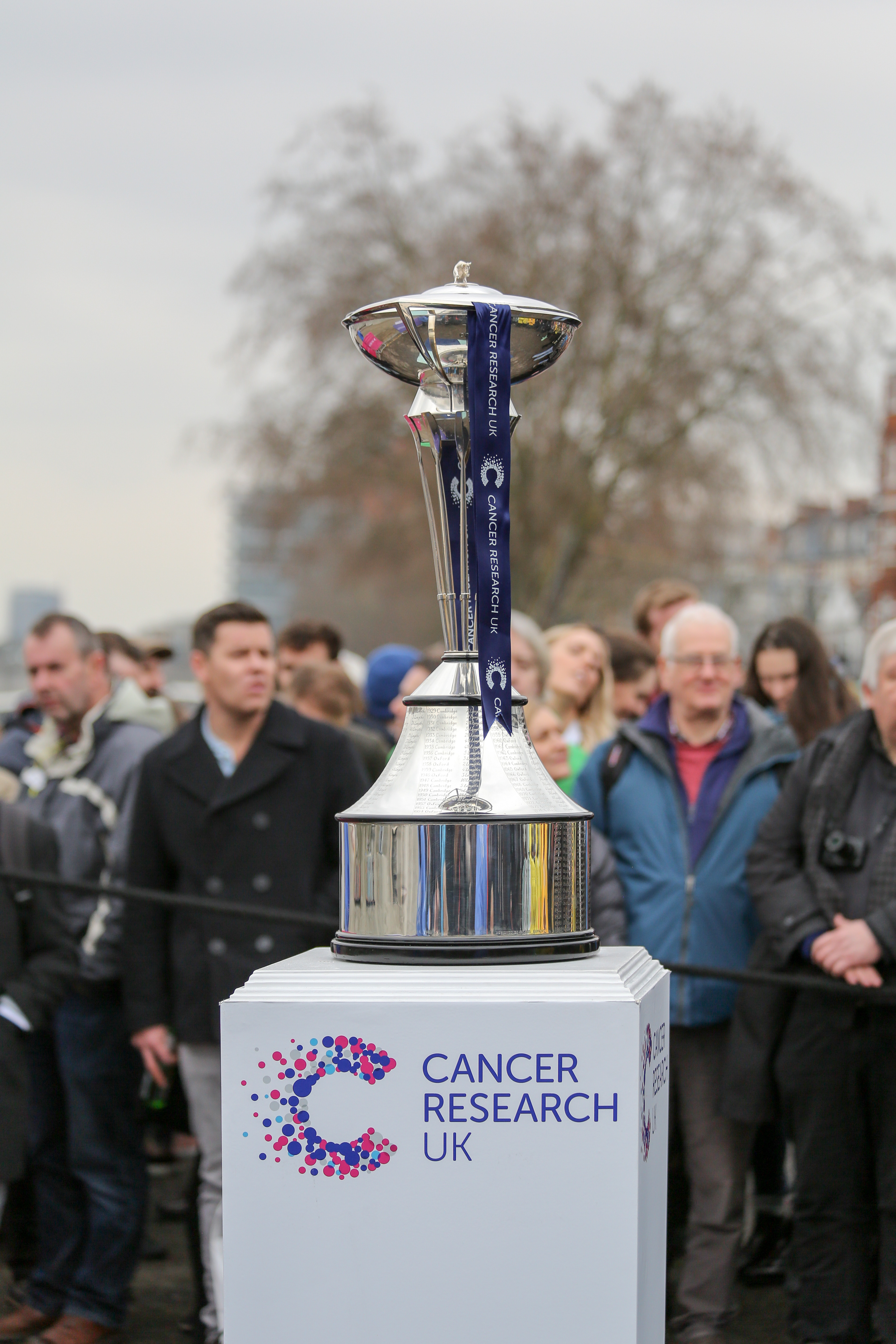

سباق القوارب الجماعية 2018 هو سباق تجديف سنوي في إنجلترا بين نادي جامعة أكسفورد للقوارب و نده في جامعة كامبردج، يجري التنافس كل ربيع على امتداد 4.2 كم من نهر التمز جنوب غرب لندن. تم إجراءه في 24 مارس 2018. يقام سباق القوارب سنويًا. أقيمت جميع سباقات الرجال والنساء وكلاهما في نفس اليوم للمرة الثالثة على التوالي في تاريخ الحدث. انتهى السباق بفوز نادي جامعة كامبردج للقوارب.